# Premier ministre de la Barbade
Le Premier ministre de la Barbade (en anglais : Prime Minister of Barbados) est le chef du gouvernement de la Barbade. Le pays étant une république parlementaire, il est le principal détenteur du pouvoir exécutif et est généralement le chef du parti arrivé en tête aux élections législatives, ainsi qu'un membre de l'Assemblée de la Barbade.

## Historique
Jusqu'en 1953, la Barbade est une colonie de la Couronne, mais des éléments de représentativité sont peu à peu introduit au sein du gouvernement. Le 1er février 1954, un véritable chef de gouvernement est nommé et prend le titre de Premier of Barbados. La Constitution de 1966 accorde la pleine indépendance à la Barbade et le chef du gouvernement prend le titre de Prime Minister of Barbados. Formellement, le Premier ministre est nommé par le président de la Barbade ; jusqu'à l'abolition de la monarchie barbadienne et l'instauration de la république le 30 novembre 2021, il était nommé par le gouverneur général, agissant au nom du monarque.

## Liste
| Portrait | Portrait | Nom                         | Élections      | Début du mandat  | Fin du mandat    | Parti politique |
| -------- | -------- | --------------------------- | -------------- | ---------------- | ---------------- | --------------- |
|          |          | Grantley Herbert Adams      | 1951 1956      | 1er février 1954 | 17 avril 1958    | BLP             |
|          |          | Hugh Gordon Cummins         | –              | 17 avril 1958    | 9 décembre 1961  | BLP             |
|          |          | Errol Barrow                | 1961 1966 1971 | 9 décembre 1961  | 8 septembre 1976 | DLP             |
|          |          | Tom Adams                   | 1976 1981      | 8 septembre 1976 | 11 mars 1985     | BLP             |
|          |          | Sir Harold Bernard St.John  | –              | 11 mars 1985     | 29 mai 1986      | BLP             |
|          |          | Errol Barrow                | 1986           | 29 mai 1986      | 1er juin 1987    | DLP             |
|          |          | Sir Lloyd Erskine Sandiford | 1991           | 1er juin 1987    | 7 septembre 1994 | DLP             |
|          |          | Owen Arthur                 | 1994 1999 2003 | 7 septembre 1994 | 16 janvier 2008  | BLP             |
|          |          | David Thompson              | 2008           | 16 janvier 2008  | 23 octobre 2010  | DLP             |
|          |          | Freundel Stuart             | 2013           | 23 octobre 2010  | 25 mai 2018      | DLP             |
|          |          | Mia Mottley                 | 2018 2022      | 25 mai 2018      | en cours         | BLP             |